# División Metropolitana de la NHL
La División Metropolitana es una división de la Conferencia Este de la NHL.

## Historia
La División Noreste  fue formada en 1993 como parte de la Conferencia Este en un proceso de reorganización de la liga. Se disolvió en 2013, y todos los equipos más Detroit, Florida, y Tampa Bay se forman la División Atlántico. Como un reemplazo, la División Metropolitana fue formada con todos los equipos que estaba en la División Atlántico antes de 2013 más Carolina, Columbus, y Washington.

## 2013–presente
- Carolina Hurricanes
- Columbus Blue Jackets
- New Jersey Devils
- New York Islanders
- New York Rangers
- Philadelphia Flyers
- Pittsburgh Penguins
- Washington Capitals

## Composición de la división a lo largo de la historia

### 1993-1995
- Boston Bruins
- Buffalo Sabres
- Hartford Whalers
- Montreal Canadiens
- Ottawa Senators
- Pittsburgh Penguins
- Québec Nordiques

#### Cambios para la temporada 1992-1993
- Se forma la División Noreste como resultado de una reorganización de equipos de la NHL.
- Boston Bruins, Buffalo Sabres, Hartford Whalers, Montreal Canadiens, Ottawa Senators, y Québec Nordiques se incorporan desde la División Adams
- Los Pittsburgh Penguins vienen de la División Patrick

### 1995-1997
- Boston Bruins
- Buffalo Sabres
- Hartford Whalers
- Montreal Canadiens
- Ottawa Senators
- Pittsburgh Penguins

#### Cambios para la temporada 1994-1995
- Los Québec Nordiques se trasladan a la División Pacífico como Colorado Avalanche.

### 1997-1998
- Boston Bruins
- Buffalo Sabres
- Carolina Hurricanes
- Montreal Canadiens
- Ottawa Senators
- Pittsburgh Penguins

#### Cambios para la temporada 1996-1997
- Los Hartford Whalers se trasladan a Raleigh, Carolina del Norte para convertirse en los Carolina Hurricanes

#### Cambios para la temporada 1997-1998
- Los Carolina Hurricanes se trasladan a la nueva División Sudeste.
- Los Pittsburgh Penguins se trasladan a la División Atlántico.
- Los Toronto Maple Leafs se trasladan a la División Central.

### 1998-2013
- Boston Bruins
- Buffalo Sabres
- Montreal Canadiens
- Ottawa Senators
- Toronto Maple Leafs

#### Cambios para la temporada 2013-2014
- Los Boston Bruins, Buffalo Sabres, Montreal Canadiens, Ottawa Senators, y Toronto Maple Leafs se trasladan a la División Atlántico.
- La División Noreste fue reemplazado de la División Metropolitana.
- Los Carolina Hurricanes, Columbus Blue Jackets, New Jersey Devils, New York Islanders, New York Rangers, Philadelphia Flyers, Pittsburgh Penguins, y Washington Capitals se trasladan a la División Metropolitana como resultado de una reorganización de equipos de la NHL.

## Campeones de División

### División Noreste
- 1994 - Pittsburgh Penguins
- 1995 - Québec Nordiques
- 1996 - Pittsburgh Penguins
- 1997 - Buffalo Sabres
- 1998 - Pittsburgh Penguins
- 1999 - Ottawa Senators
- 2000 - Toronto Maple Leafs
- 2001 - Ottawa Senators
- 2002 - Boston Bruins
- 2003 - Ottawa Senators
- 2004 - Boston Bruins
- 2005 - Temporada suspendida por huelga de jugadores
- 2006 - Ottawa Senators
- 2007 - Buffalo Sabres
- 2008 - Montreal Canadiens
- 2009 - Boston Bruins
- 2010 - Buffalo Sabres
- 2011 - Boston Bruins
- 2012 - Boston Bruins
- 2013 - Montreal Canadiens

### División Metropolitana
- 2014 - Pittsburgh Penguins
- 2015 - New York Rangers
- 2016 - Washington Capitals
- 2017 - Washington Capitals
- 2018 - Washington Capitals
- 2019 - Washington Capitals
- 2020 - Washington Capitals

## Ganadores de la Stanley Cup
- 2011 - Boston Bruins
- 2016 - Pittsburgh Penguins
- 2017 - Pittsburgh Penguins
- 2018 - Washington Capitals

## Títulos de división por equipo

### División Noreste
| Equipo              | Títulos | Último título |
| ------------------- | ------- | ------------- |
| Boston Bruins       | 5       | 2012          |
| Ottawa Senators     | 4       | 2006          |
| Pittsburgh Penguins | 3       | 1998          |
| Buffalo Sabres      | 3       | 2010          |
| Montreal Canadiens  | 2       | 2013          |
| Quebec Nordiques    | 1       | 1995          |
| Toronto Maple Leafs | 1       | 2000          |
| Hartford Whalers    | 0       | —             |

### División Metropolitana
| Equipo                | Títulos | Último título |
| --------------------- | ------- | ------------- |
| Washington Capitals   | 5       | 2020          |
| New York Rangers      | 1       | 2015          |
| Pittsburgh Penguins   | 1       | 2014          |
| Carolina Hurricanes   | 0       | —             |
| Columbus Blue Jackets | 0       | —             |
| New Jersey Devils     | 0       | —             |
| New York Islanders    | 0       | —             |
| Philadelphia Flyers   | 0       | —             |

Los equipos en negrita se encuentran actualmente en la división.